# Heidemarie Brosche
Heidemarie Brosche (* 1955 in Neuburg an der Donau) ist eine deutsche Kinder-, Jugend- und Sachbuchautorin und Lehrerin.

## Leben
Heidemarie Brosche wuchs in Neuburg/Donau auf. Nach dem Abitur studierte sie in Augsburg und Regensburg und arbeitete dann als Hauptschullehrerin, bis sie sich 1986 wegen der Geburt ihres ersten Kindes beurlauben ließ und kurz darauf mit dem Schreiben von Texten für und über Kinder begann.
1991 erhielt sie einen Lehrauftrag an der Universität München zum Thema „Kinder- und Jugendliteratur im Deutschunterricht der Hauptschule“. Mit der Zeit erweiterte sie ihr Repertoire auf Sach- und Jugendbücher.
Von 2002 bis 2020 arbeitete sie erneut als Hauptschullehrerin. 
Seit vielen Jahren hält sie bundesweit Lesungen, Vorträge und Workshops zu zahlreichen ihrer Bücher.
Heidemarie Brosche hat drei Kinder und lebt mit ihrem Mann in Friedberg bei Augsburg.

## Werke (Auswahl)

### Erzählende Kinder- und Jugendbücher
- 1997: Lukas und der Blechdepp
- 1999: Max und die Skaterbande
- 2000: Ein ganz besonderer Osterbrief
- 2000: Ich will nicht auf den Thron!
- 2000: Der Zauberer aus Badeschaum
- 2001: Abenteuer mit dem Roller
- 2002: Computergeschichten (LesePiraten)
- 2003: Ich hab dich lieb, große Schwester
- 2004: Tierkinder spurlos verschwunden (zusammen mit Astrid Rösel)
- 2004: Eiskalte Tricks (zusammen mit Astrid Rösel)
- 2004: Gelegenheit macht Diebe (zusammen mit Astrid Rösel)
- 2004: Unliebsame Überraschung (zusammen mit Astrid Rösel)
- 2005: Gespenstergeschichten
- 2005: Mein erstes Becherlupen-Buch (zusammen mit Astrid Rösel)
- 2006: Timmi, der kleine Stürmer
- 2006: Lisa und die Trickse-Hixe
- 2007: Trickse-Hixe auf Klassenfahrt
- 2007: Der Zauberer von Oz (Bilderbuchadaption)
- 2008: Schlaf schön, Anton!
- 2008: Marie und das magische Pony
- 2008: Die Funkelfeder Oder: Alles wird wieder gut
- 2009: Ein ganz besonderes Weihnachtsgeschenk
- 2009: Schilly-Billy Superstar
- 2010: Lilli und das Einhorn
- 2010: Die Fliege-Ziege
- 2010: Vampi-Schlampi
- 2012: Casting
- 2012: Gummistiefel, die sich streiten
- 2013: Couch on fire
- 2013: Das große ABC der kleinen Kinder (zusammen mit ZORA)
- 2014: Nils Holgersson (Bilderbuchadaption – zusammen mit Christian Brosche)
- 2015: Cache-Kids – Rettet Pfotenglück! (zusammen mit Ramona Jakob)
- 2015: Vampi-Schlampi in Gefahr
- 2016: Prinzessin Primel und die magische Nacht
- 2019: Lucky Loser
- 2020: Und trotzdem hab ich dich immer lieb
- 2021: Die Funkelfeder (Neuauflage)
- 2021: Kuschel das Känguru!
- 2021: Sing mit dem Rentier
- 2022: Ein Schatz auf dem Schulhof
- 2022: Hauptsache, wir vertragen uns wieder

### Sachbücher für Kinder
- 2000: Mein neues Lexikon (zusammen mit Astrid Rösel)
- 2002: Ich lebe in Europa (zusammen mit Astrid Rösel)
- 2009: Von Adler bis Zwiebel – Sachlexikon für Grundschulkinder (zusammen mit Astrid Rösel und Hans-Peter Thiel)
- 2021: Schäm dich (nicht)! (zusammen mit Christine Paxmann)

### Bücher für Erwachsene
- 1993: Heiteres Überlebenstraining für Tolpatsche
- 2003: Das Schnupftabakbücherl
- 2003: Nervenprobe Pubertät
- 2003: Erfolgreich Kinderbücher schreiben – Von der Idee bis zum gedruckten Buch
- 2004: Wie meine Eltern (zusammen mit Nele Maar)
- 2006: Kinder- und Jugendbuch schreiben und veröffentlichen (überarbeitete und erweiterte Neuauflage von „Erfolgreich Kinderbücher schreiben“)
- 2008: Warum es nicht so schlimm ist, in der Schule schlecht zu sein
- 2010: Warum Lehrer gar nicht so blöd sind: Und was kluge Eltern tun können, wenn die Verständigung nicht klappt
- 2015: Mehr Gelassenheit und Achtsamkeit im Schulalltag (zusammen mit Jeanett Kasten)
- 2016: Deutsch für Eltern (zusammen mit Anne-Sophie Remane und Hans-Georg Müller)
- 2017: Mein Kind ist genau richtig, wie es ist
- 2017: Wie Wertschätzung in der Schule Wunder wirkt
- 2018: Flexibel handeln im Unterricht
- 2018: 99 Tipps Wertschätzen und verstärken in der Schule (zusammen mit Sabine Thum)
- 2019: Der kleine Lehrerflüsterer: Lehrerpersönlichkeiten
- 2019: Der kleine Lehrerflüsterer: Unterrichtsstörungen
- 2019: Der kleine Lehrerflüsterer: Lehrer-Eltern-Beziehung
- 2019: Jungs-Mamas
- 2020: Der kleine Lehrerflüsterer: Für die Brennpunktschule
- 2020: Der kleine Lehrerflüsterer: Flexibilität im Unterricht
- 2020: Hätte ich netter schimpfen sollen? – Wie eine wertschätzende Erziehung gelingen kann
- 2020: Schuhhimmel mit Turbulenzen
- 2021: Kritisch sein + selber denken (zusammen mit Katia Simon)
- 2021: Das kleine Anti-Stress-Paket für Eltern

### Herausgeberschaften
- 2010: Heaven Hell & Paradise
- 2011: Wie der Löwe ins Kinderbuch flog... – Geheimnisse erfolgreicher Kinder- und Jugendbuchmacher (gemeinsam mit Antje Szillat unter der Schirmherrschaft der Deutschen Akademie für Kinder- und Jugendliteratur)